# Dyster svävfluga
Dyster svävfluga (Villa occulta) är en tvåvingeart som först beskrevs av Christian Rudolph Wilhelm Wiedemann 1820.  Dyster svävfluga ingår i släktet Villa och familjen svävflugor. Arten är reproducerande i Sverige. Inga underarter finns listade i Catalogue of Life.